# Kemenessömjén, Vas
Kemenessömjén  este un sat în districtul Celldömölk, județul Vas, Ungaria, având o populație de 622 de locuitori (2011). 

## Demografie
Componența etnică a satului Kemenessömjén
     Maghiari (99,44%)
     Germani (0,56%)
Componența confesională a satului Kemenessömjén
     Luterani (49,2%)
     Fără religie (3,7%)
     Reformați (2,09%)
     Necunoscută (44,21%)
     Atei (0,8%)
Conform recensământului din 2011, satul Kemenessömjén avea 622 de locuitori. Din punct de vedere etnic, majoritatea locuitorilor (99,44%) erau maghiari. Nu există o religie majoritară, locuitorii fiind luterani (49,2%), persoane fără religie (3,7%) și reformați (2,09%). Pentru 44,21% din locuitori nu este cunoscută apartenența confesională.